# Азіз Ансарі
Азіз Ісмаїл Ансарі, або Азіз Ансарі (23 січня 1983) — американський актор, комік, сценарист, режисер і продюсер.

## Біографія
Народився в Колумбії, штат Південна Кароліна, в сім'ї імігрантів індійських тамілів-мусульман із Тамілнаду, Південна Індія. У нього є молодший брат Аніз, який на сім років молодший за нього.
Ансарі виріс у Беннеттсвіллі, Південна Кароліна, де він відвідував академію Мальборо, а також школу науки і математики губернатора Південної Кароліни. Він закінчив Школу бізнесу Стерна Нью-Йоркського університету в 2004 році, отримавши ступінь бакалавра з маркетингу.
Його мати Фатіма — акушер-гінеколог, а батько Шукат — гастроентеролог. Обидва його батьки з'явилися в перших двох сезонах серіалу «Master of None».

## Нагороди
У 2016 році Ансарі був лауреатом американської премії журналу «Smithsonian Ingenuity Award» за виконавське мистецтво. У 2017 році журнал «Rolling Stone» поставив Азіза Ансарі на 49 місце у своєму списку найкращих стендап-коміків усіх часів.